# Дудейнс, Виллем
Виллем Дудейнс, также Дудин, или Даудейнс (нидерл. Willem Doudijns, Doudyn, Willem Doedyns; 31 декабря 1630, Гаага — около 1 января 1697, Гаага) — голландский рисовальщик, живописец и гравёр Золотого века голландского искусства. Один из основателей «Братства живописцев» и Aкадемии рисования в Гааге.

## Биография
Дудейнс был сыном бургомистра Гааги и полковника городского ополчения стрелков Йохана Дудейнса, и Вильгельмины Локерманс; братом Якоба Дудейнса и отцом Хендрика Дудейнса (оба стали художниками). С раннего возраста Виллем Дудейнс увлекался искусством; его учителем был Александр Пети. Около 1649 года Дудейнс переехал в Рим, где вступил в общество «Перелётные птицы», или «Бент» (нидерл. bent — клуб, собрание, нидерл. Bent vogels — перелётные птицы, или нидерл. Bentvueghels — «птицы пера») — сообщество, или «братство», иностранных художников, прибывавших в католический Рим из северных стран (главным образом из Нидерландов и Германии) с целью изучения сокровищ классического искусства и совершенствования мастерства. По обычаю общества Дудейнс получил новое «изогнутое» имя: Диомед.
Он оставался в Италии в течение двенадцати лет, с 1649 по 1661 год. В Риме Виллем Дудейнс приобщился к изучению классической скульптуры. Он вернулся в Нидерланды уже прославленным в качестве «исторического живописца».
В 1657 году в Гааге Дудейнс стал одним из основателей нового объединения «Братство живописцев» (Confrerie Pictura), местного клуба живописцев, не удовлетворённых уставом и правилами приёма в Гильдию Святого Луки.
По иным данным художник вернулся из своей поездки в Италию только в 1661 году. Он сотрудничал с Яном де Бисхопом, который переводил его итальянские зарисовки в офорты. Для зала заседаний «Братства живописцев» Дудейнс написал большую плафонную роспись (не сохранилась). Его ученик Маттеус Тервестен сделал набросок с этой росписи: «Аллегория художников, покидающих гаагскую Гильдию Святого Луки» (ныне хранится в кабинете гравюр Рейксмюсеума в Амстердаме.
В 1672 году вместе с Карелом Дюжарденом он оценил двенадцать или тринадцать картин голландского художника Геррита ван Эйленбурга, которые он продал курфюрсту Бранденбурга Фридриху Вильгельму, как оригинальные произведения итальянских живописцев.
В 1682 году он стал одним из основателей Гаагской академии рисования, был её первым директором и куратором в последующие годы.
Дудейнс коллекционировал картины, рисунки и скульптуры и обставил свой дом как храм искусства. Он был учителем Бартоломеуса ван Бургиндиса, Франсуа Бельдемакера, Виллема Виссинга, Доминикуса ван Вейнена, Маттеуса Тервестена, Даниэля Якобса и, возможно, Яна Бишопа, Корнелиса де Брейна и Питера ван дер Хульта.
Согласно сведениям историографа Арнольда Хоубракена художник умер в 1697 году в возрасте шестидесяти семи лет. Похоронен 6 января 1698 года.
В 1698 году его дом и поместье, включая многочисленные художественные ценности, были проданы. О его славе того времени свидетельствует стихотворение его соотечественника Сэмюэля Сильвиуса «Похороны господина Вильгельма Дёдейнса, выдающегося художника нашего века». Среди его произведений, в том числе плафонных росписей, наиболее известна картина «Суд Соломона» в Старой ратуше Гааги.

## Галерея
- Без названия. Бумага, сангина. Библиотека университета, Лейден
- Аллегория художников, покидающих гаагскую Гильдию Святого Луки. Рисунок М. Тервестена с несохранившейся росписи В. Дудейнса плафона зала заседаний «Братства живописцев». Между 1686 и 1691. Рейксмюсеум, Амстердам
- Зал Старой ратуши Гааги с тремя картинами Виллема Дудейнса, изображающими Суд Соломона. 1671
- Римская скульптура. Офорт Яна де Бисхопа по рисунку В. Дудейнса. Ок. 1670
- Весталка с горящим ладаном. 1670-е. Холст, масло. Частное собрание
- Голландская Дева Мария, защищающая веру и побеждающая насилие. 1667. Холст, масло. Центральный музей, Утрехт
- Борцы. Между 1663 и 1668. Офорт. Рейксмюсеум, Амстердам